# 卡利亞津
57°14′N 37°51′E / 57.233°N 37.850°E
卡利亞津（俄语：Каля́зин）是俄羅斯特維爾州東南部的一個城市，位於伏爾加河畔，距烏格利奇30公里，距卡申25公里。2002年人口14,820人。
1775年建市。

## 經濟

### 產業
卡利亞津工業產值的42%來自於兩個工廠，分別製造煉油設備及製造米格戰機的零件。其他工廠則包括了生產化學物質、食物、皮革及布料等等。

### 交通
卡利亞津的火車可以通達莫斯科、卡申、烏格里奇、雷賓斯克、桑科沃、Savyolovo。
而卡利亞津的道路可以通往謝爾吉耶夫鎮、烏格里奇及卡申；也有從卡利亞津出發的巴士。